# Scaphocera turlini
Scaphocera turlini är en fjärilsart som beskrevs av Griveaud 1973. Scaphocera turlini ingår i släktet Scaphocera och familjen tofsspinnare. Inga underarter finns listade.